# چارلز میسنر
چارلز دبلیو. میسنر (به انگلیسی: Charles W. Misner) (۱۳ ژوئن ۱۹۳۲ ‏(۹۲ سال)) یک فیزیکدان آمریکایی و یکی از نویسندگان کتاب بنام گرانش است . تخصص او نسبیت عام و کیهان‌شناسی است. کارهای وی همچنین در فراهم سازی زمینه برای مطالعه گرانش کوانتومی و نسبیت عددی مؤثر بوده‌است.

## کتابهای چارلز میسنر
- میسنر، چارلز دبلیو. (۱۹۷۳). گرانش. کیپ تورن، جان ویلر. سانفرانسیسکو: دبلیو. اچ. فریمن. شابک ۰-۷۱۶۷-۰۳۴۴-۰. از پارامتر ناشناخته |ماه= صرف‌نظر شد (کمک)
- میسنر، چارلز دبلیو. (۱۹۹۱). فیزیک صفحه گسترده. پاتریک ای. کونی. ریدینگ، ام ای: ادیسون-ویزلی. شابک ۰-۲۰۱-۱۶۴۱۰-۸.